# 新克拉斯內 (羅茲迪利納區)
46°47′35″N 29°58′22″E / 46.79306°N 29.97278°E

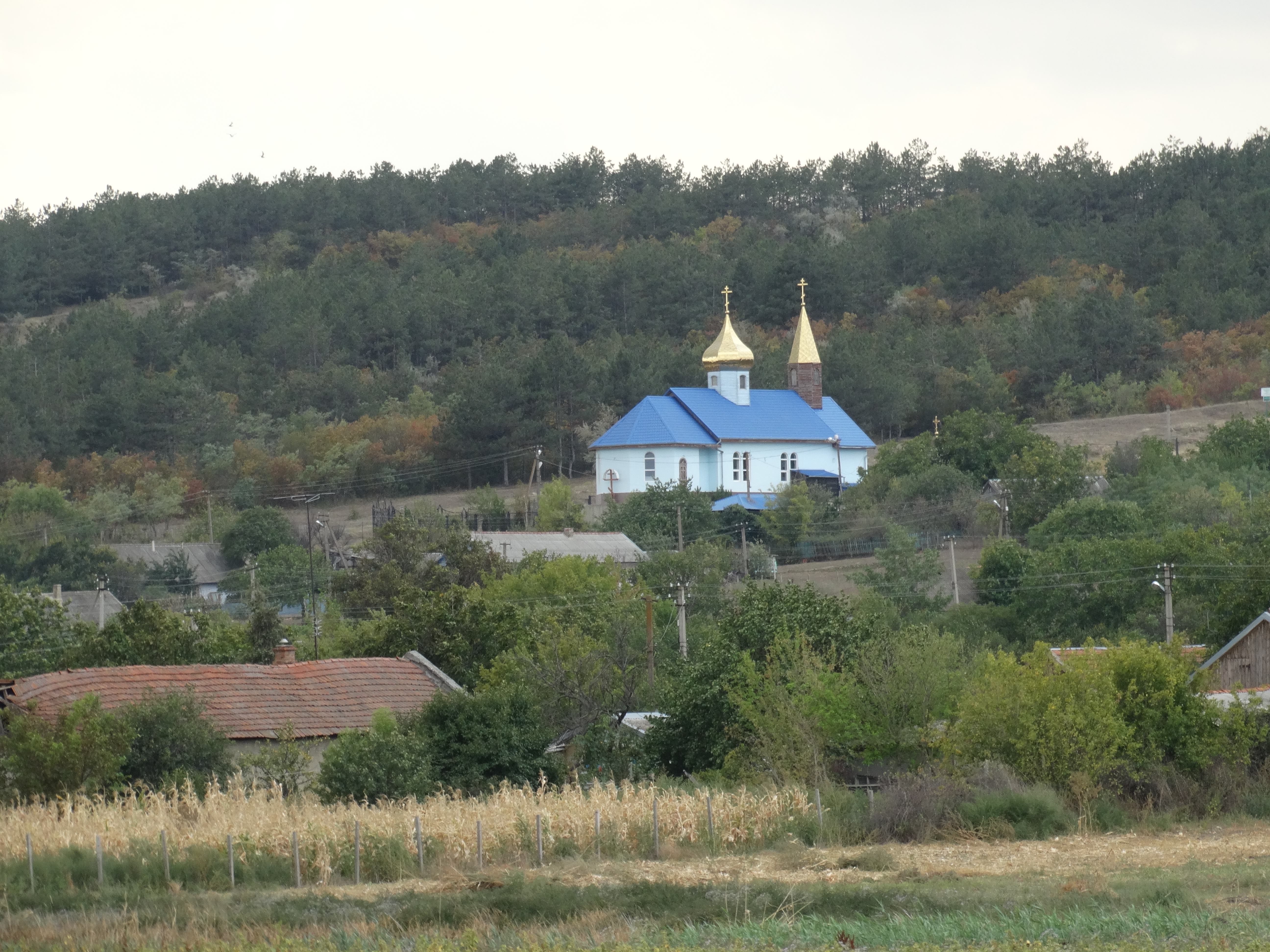
教堂

新克拉斯內（烏克蘭語：Новокрасне）是位於烏克蘭西南部的村莊，由敖德萨州羅茲迪利納區的斯捷潘尼夫卡市鎮負責管轄。該村始建於1896年，面積0.81平方公里，海拔高度17米，2001年人口457，人口密度每平方公里567.7人。